# Rosa Junck
Rosa Junck, nata Bílek o Bílkova (Tábor, 24 maggio 1850 – Bordighera, 27 luglio 1929), è stata un'esperantista boema.

## Biografia
La Junck visse in Italia dal 1890 e fu un esperantista dal 1897. Recitò una poesia al 1º Congresso mondiale di esperanto a Boulogne-sur-Mer; secondo LL Zamenhof, era una modella della pronuncia dell'esperanto e una regina "incoronata" della declamazione dell'esperanto. Divenne vicepresidente della gruppo di Bordighera, che fondò con Clarence Bicknell nel 1910.
Junck ha scritto numerosi articoli sull'esperanto e sui giornali italiani ed esperanto. Ha tradotto Floro de Pasinto (1906) e Kverko kaj floro (1906), entrambi di Edmondo De Amicis e si è occupata della traduzione italiana del Fundamento de Esperanto .